# Goa-Katholiken

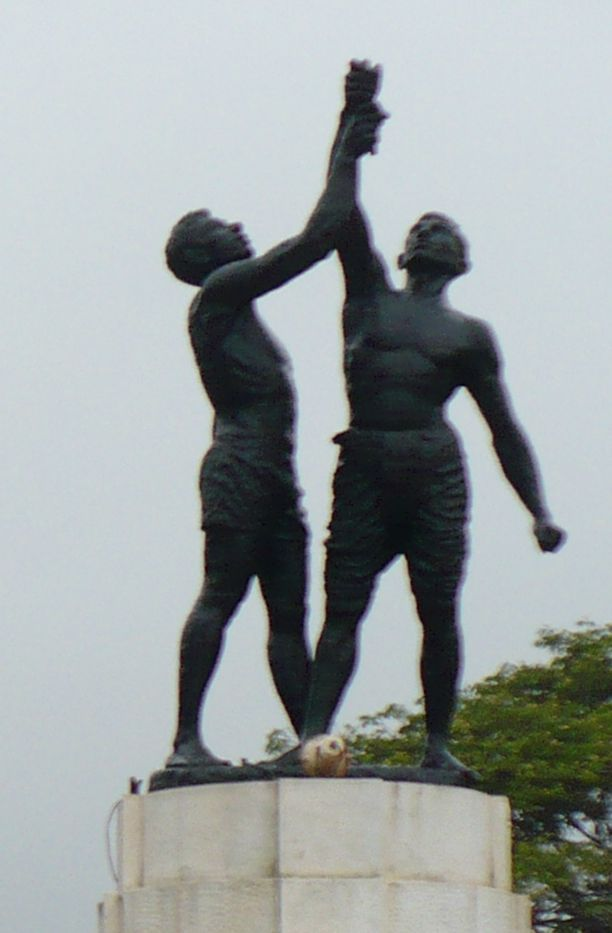
Nach der indischen Annexion 1961 in Goa errichtetes Denkmal für die Einheit zwischen Christen und Hindus

Goanesische Katholiken (Goa-Katholiken; Konkani: गोंय्चे कॅतोलिक Goiche Katholik; Portugiesisch: Goeses católicos) sind römisch-katholische Christen, deren Vorfahren während der portugiesischen Kolonialherrschaft über Goa christianisiert und teilweise assimiliert wurden. Während der portugiesischen Kolonialherrschaft stellten Katholiken die Mehrheit in Goa, Daman und Diu. Heute machen 360.000 vorwiegend katholische Christen noch gut ein Viertel der Bevölkerung in Goa aus, in ganz Indien sind 1,62 % römisch-katholisch.

## Geschichte
Seit Beginn der portugiesischen Kolonisierung Indiens gab es in Goa, dem restlichen Portugiesisch-Indien und in den überwiegend einheimischen Fürstenstaaten unterstehenden Gebieten der indischen Suffragandiözesen des Erzbistums Goa Mischehen zwischen Portugiesen und Indern; rasch bildete sich eine Kaste von Mischlingen heraus.
Um 1540 gab es in Goa bereits 1800 Haushalte mit etwa 10.000 Abkömmlingen portugiesischer Seefahrer, Händler, Garnisonssoldaten und aus niederem Adel stammender Abenteurer mit indischen Frauen. Afonso de Albuquerque hatte nach der Eroberung der Stadt die Ehen zwischen Portugiesen und Inderinnen bewusst gefördert. Rechnet man Diener und Sklaven hinzu, sollen es etwa 40.000 gewesen sein. Die meisten dieser Bediensteten waren Hindus und Muslime. Ihr Übertritt zum Katholizismus hatte unterschiedliche Gründe. Neben echten Bekehrungen durch die zahlreichen Missionare, die bis hinunter an die Malabarküste wirkten, gab es auch viele Neuchristen, welche sich gesellschaftliche Vergünstigungen und sozialen Aufstieg durch die Konversion versprachen. Überdies spielte auch das indische Kastensystem eine Rolle, denn es galt für die Christen nicht mehr, und einheimische Kastenlose oder Angehörige niedriger Kasten sahen hier eine willkommene Chance, aus dem traditionellen Gesellschaftssystem auszubrechen. Daher ist nur ein kleiner Teil der Goa-Katholiken tatsächlich portugiesischer Abstammung. Neben dem katholischen Glauben nahmen sie auch portugiesische Namen und die portugiesische Kultur an, teilweise auch die portugiesische Sprache, die zudem den lokalen Dialekt Konkani stark beeinflusst hat.
Spätestens im 19. Jahrhundert breiteten sich die Katholiken aus Goa auch nach Bengaluru, Mangaluru und Mumbai aus. Heute sind sie über das ehemalige Portugiesisch-Indien hinaus in ganz Indien und in Portugal, aber auch in anderen lusophonen Staaten sowie in Großbritannien, Nordamerika, Australien, Ostafrika und am Arabischen Golf verbreitet.
In Süd-Indien vermischten sich die lateinischen Goa-Christen mit den dort seit alters her ansässigen Thomaschristen. Man kann beide Volksgruppen grundsätzlich an den Namen und an der Zugehörigkeit zu den unterschiedlichen Liturgieriten der katholischen Kirche unterscheiden. Während die Nachkommen der Goa-Katholiken ausschließlich dem lateinischen Liturgieritus angehören, sind die Thomaskatholiken im syro-malabarischen und im syro-malankarischen Ritus beheimatet.
Vor allem auf Betreiben des indischen Abgeordneten Professor Froilano de Mello im portugiesischen Parlament wurden die assimilierten Goa-Katholiken – im Gegensatz zu den afrikanischen „Untertanen“ Portugals – nicht als Assimilados eingestuft, sondern 1951 als (theoretisch gleichberechtigte) portugiesische Staatsbürger anerkannt. Bis 1961 (Ende der portugiesischen Herrschaft durch Angliederung an Indien) in Goa, Daman und Diu geborene Katholiken sowie deren Kinder haben daher Anspruch auf die portugiesische Staatsbürgerschaft.

## Bekannte Goa-Katholiken
- António Costa (* 1961), Premierminister von Portugal
- Maria Cron (1608–1683), stigmatisierte Nonne in Goa
- Ivan Dias (1936–2017), indischer Kurienkardinal
- Joseph Gabriel Fernandez (1925–2023), Bischof von Quilon, Süd-Indien
- Gonsalo Garcia (1556–1597), Franziskaner-Minorit, Märtyrer, Heiliger der katholischen Kirche
- Valerian Gracias (1900–1978), Erzbischof von Bombay und erster indischer Kardinal
- Joseph Vaz (1651–1711), Heiliger, Apostel von Ceylon